# Perossinitrito
Il perossinitrito è l'anione con formula ONOO−. È un isomero di struttura instabile del nitrato, NO3-, che ha la stessa formula bruta ma una differente struttura. Nonostante l'acido perossinitroso sia altamente reattivo, la sua base coniugata, il perossinitrito è stabile in soluzione basica. Esso si forma dalla reazione tra il perossido di idrogeno con il nitrito:
H2O2 + NO2- → ONOO- + H2O
Il perossinitrito è un agente ossidante e nitrosante (sebbene in presenza di perossido di idrogeno, prodotto in concomitanza, o di acido pernitroso, i nitroso derivati prodotti possano essere trasformati in nitrocomposti). A causa delle sue proprietà ossidanti, il perossinitrito può danneggiare molte molecole all'interno della cellula, compreso il DNA e le proteine. La formazione del perossinitrito in vivo è stata ascritta alla reazione del radicale libero superossido con il monossido di azoto:
O2- + NO → ONO2-
In laboratorio, una soluzione di perossinitrito può essere preparata trattando perossido di idrogeno acidificato con una soluzione di nitrito di sodio, seguita dall'immediata addizione di NaOH. La sua concentrazione è indicata dall'assorbanza a 302 nm (pH 12, λ302 = 1670 M−1cm−1).

## Decomposizione indotta da elettrofili
ONOO− reagisce da nucleofilo con un elettrofilo facilmente reperibile: il biossido di carbonio. In vivo, la concentrazione di biossido di carbonio è di circa 1 mM, e la reazione con il ONOO− avviene rapidamente. Così, sotto condizioni fisiologiche, la reazione del ONOO− con il biossido di carbonio per formare il mono anione del perossido misto nitroso-ossicarbonil-perossido (ON−OO−CO2−) è di gran lunga il pathway predominante per ONOO−. ONOOCO2− si omolizza per formale il radicale carbonato e biossido di azoto. Per approssimativamente il 66% dei casi, questi due radicali reciprocamente reattivi si ricombinano "internamente" formando biossido di carbonio e nitrato. Nel restante 33% dei casi, i due radicali riescono ad allontanarsi, desolvatandosi dalla gabbia di solvente (acqua) divenendo radicali liberi a tutti gli effetti. Sono questi radicali (radical-anione carbonato e biossido di azoto) che sono ritenuti essere alla base dei danni cellulari legati al perossinitrito.

## Acido perossinitroso
L'acido coniugato del ONOO− è l'acido perossinitroso (ONOOH) (o foneticamente "HOONO," pronuncia: "hoo-noh"), che ha pKa di ~6.8. L'acido perossinitroso si forma per azione del perossido di idrogeno sull'acido nitroso ed è un fortissimo ossidante. ONOOH può omolizzarsi formando un radicale ragionevolmente stabile, il biossido di azoto ed un radicale estremamente reattivo, l'idrossile. In circa il 66% dei casi, a causa della solvatazione (effetto gabbia) e della vicinanza reciproca, questi due radicali vanno incontro a trasferimento elettronico formando ione nitronio e idrossido, e tali ioni a loro volta si ricombinano in una reazione acido/base di Lewis formando acido nitrico, con reazione esotermica. Nel restante 33% dei casi, le due specie si svincolano reciprocamente e si allontanano come radicali liberi.
OH. + NO2 ← HOONO → OH- + NO2+
Come ossidante è poco utilizzabile perché si trasforma troppo rapidamente in acido nitrico. Un metodo che riesce ad utilizzarlo prevede l'aggiunta rapida di nitrito di sodio acquoso a una soluzione contenente dibenzilsolfuro, acetonitrile, acido solforico concentrato e perossido di idrogeno al 35%. L'acido nitroso che si forma nell'ossidazione del dibenzilsolfuro da parte dell'acido perossinitroso reagisce ulteriormente con il perossido di idrogeno in eccesso a formare acido perossinitroso per sette cicli prima di diventare tutto acido nitrico. La reazione porta alla formazione di dibenzilsolfossido [(C6H5-CH2)2S=O] con rese superiori al 90%.
L'HOONO è ritenuto essere importante in chimica atmosferica.

## Reattività dei perossinitriti
Nell'immagine sono riassunte le principali reazioni dei perossinitriti e dell'acido perossinitroso che rendono notevole la loro 
importanza biologica.

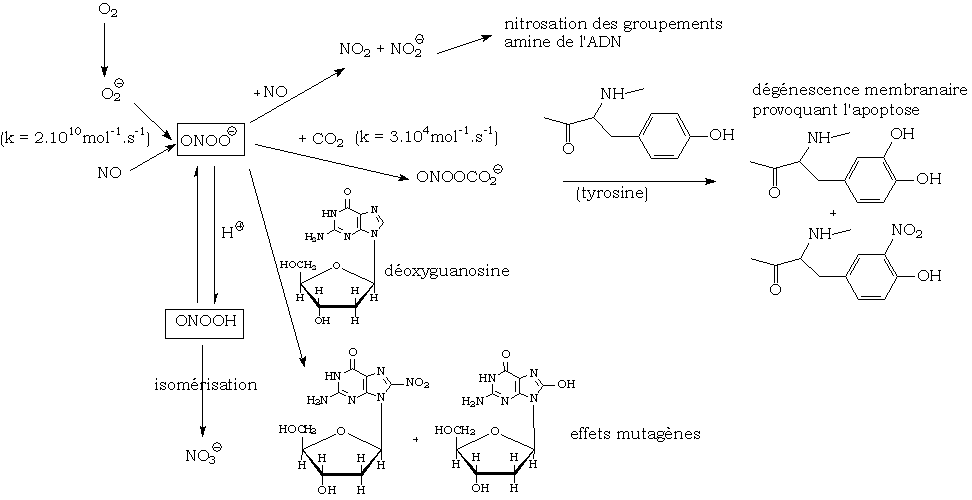
Reazioni dei perossinitriti

I perossinitriti sono ugualmente conosciuti per ossidare direttamente i tioli in solfati, 
per essere una delle cause della perossidazione dei lipidi.